# Saint-Laurent-de-Belzagot
Saint-Laurent-de-Belzagot foi uma comuna francesa na região administrativa da Nova Aquitânia, no departamento de Charente. Estendia-se por uma área de 9,99 km². Em 2010 a comuna tinha 366 habitantes (densidade: 36,6 hab./km²).
Em 1 de janeiro de 2017, passou a formar parte da nova comuna de Montmoreau.